# Isalomastax
Isalomastax is een geslacht van rechtvleugeligen uit de familie Euschmidtiidae. De wetenschappelijke naam van dit geslacht is voor het eerst geldig gepubliceerd in 1965 door Descamps & Wintrebert.

## Soorten
Het geslacht Isalomastax omvat de volgende soorten:
- Isalomastax canaliculata Descamps & Wintrebert, 1965
- Isalomastax viridis Descamps & Wintrebert, 1965